# Rodersdorf (Wüstung)
Rodersdorf ist eine Wüstung bei Braunschwende im Landkreis Mansfeld-Südharz in Sachsen-Anhalt, Deutschland. Die vermutlich spätfränkische Siedlung liegt in der Flur Der Uhlenhof ca. einen Kilometer nördlich der Kirche von Braunschwende an einer Stelle, die heute nördlich der Bundesstraße 242 liegt. In Richtung Nordosten beginnt hier ein der Eine zuführender Graben. Unmittelbar östlich verläuft heute der Feldweg nach Steinbrücken.

## Geschichte
Am 6. Januar 992 wurde die Siedlung in einer Urkunde von König Otto III. erwähnt. Als Redgeresdorf wurde es dabei zusammen mit weiteren Gütern dem Reichsstift St. Servatius zu Quedlinburg übergeben, zwecks Gründung einer Benediktinerinnenabtei zu Walbeck. Ein halbes Jahrtausend später, im Jahre 1477, wurde die Siedlung dann als Rodesdorf in einem Lehnsbrief von Erzbischof Ernst von Magdeburg als Zubehör des Amts Rammelburg zusammen mit Meisdorf und der heutigen Wüstung Schneblingen erwähnt. Im Jahre 1523 wurde die Siedlung dann in einem Lehensbrief Erzbischof Albrechts V. an die Grafen von Mansfeld als Rederstorf erwähnt. Gegen 1533/1534 wurde der Ort schließlich im Rammelburger Erbbuch als Rodersdorf benannt.